# Сент-Асафский собор
Сент-Асафский собор (англ. St Asaph Cathedral, валл. Eglwys Gadeiriol Llanelwy), официальное название — Собор Святых Асафа и Кентигерна (англ. The Cathedral Church of Saints Asaph and Cyndeyrn) — кафедральный собор Церкви Уэльса диоцеза Сент-Асафа в городе Сент-Асаф в Уэльсе. Историю собора можно проследить на 1400 лет назад, однако современное здание было возведено только в XIII веке. Его называют самым маленьким кафедральным собором Великобритании.
Включён в список культурного наследия I* степени.

## История
Первая церковь на этом месте была построена святым Кентигерном в VI веке (другие источники говорят, что святой Элви в 560 году). Первым епископом стал ученик Мунго, святой Асаф, внук Пабо Опоры Британии. Гальфрид Монмутский был епископом Сент-Асафа в 1152—1155 годах, однако «нет свидетельств того, чтобы он когда-нибудь посещал свою кафедру; собственно, из-за войн Оуайна Гвинеда это было, скорее всего, невозможно».

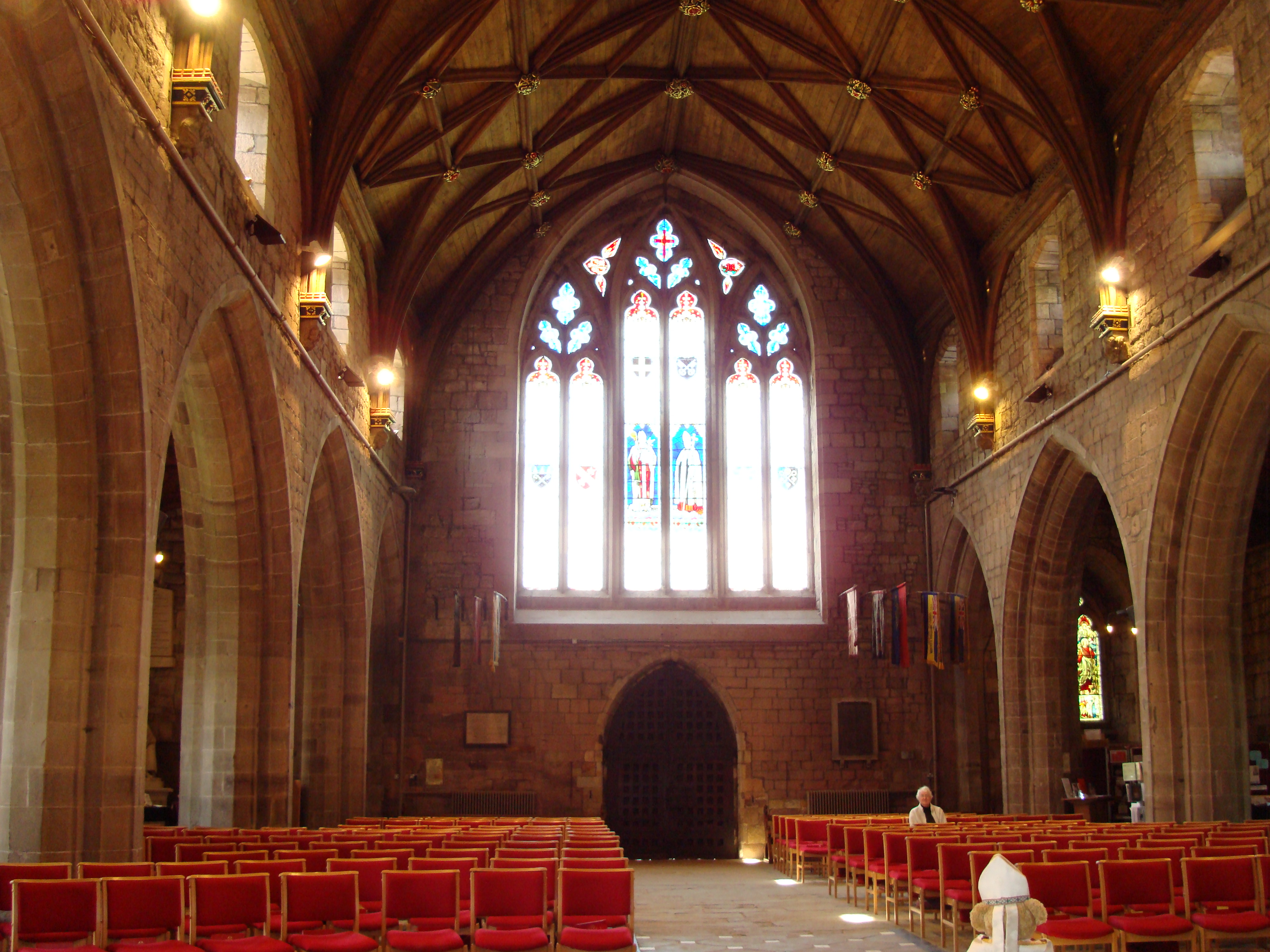
Неф

Самые ранние части нынешнего здания датируются XIII веком. Тогда собор восстанавливали после того, как каменный собор был сожжён королём Эдуардом I в 1282 году. Восстание Оуайна Глиндура в начале XV века привело к тому, что часть собора оставалась в руинах следующие 70 лет. Здание, каким оно предстаёт сейчас, в большой степени является результатом перестройки во времена правления Генриха VII Тюдора.
Уильям Морган (1545—1604) был епископом Сент-Асафа и Лландаффа и первым перевёл всю Библию с греческого и иврита на валлийский. Его Библия выставлена на всеобщее обозрение в соборе.
В XIX веке в рамках викторианской реставрации собор был в значительной степени отреставрирован. В 1930 году в прессе писали о сильном проседании собора, и архитектор собора Чарльз Марриотт Олдрид Скотт посоветовал срочно провести ремонт. Причиной проседания стал подземный поток. Работы были завершены в 1935 году, о чём также сообщалось в прессе.
В соборе имеется орган и действует церковный хор. В 1901 году органистом в соборе был английский композитор Сирил Рутэм. На кладбище при храме похоронен знаменитый валлийский композитор Уильям Матиас.